# IJsland op het Eurovisiesongfestival 2023

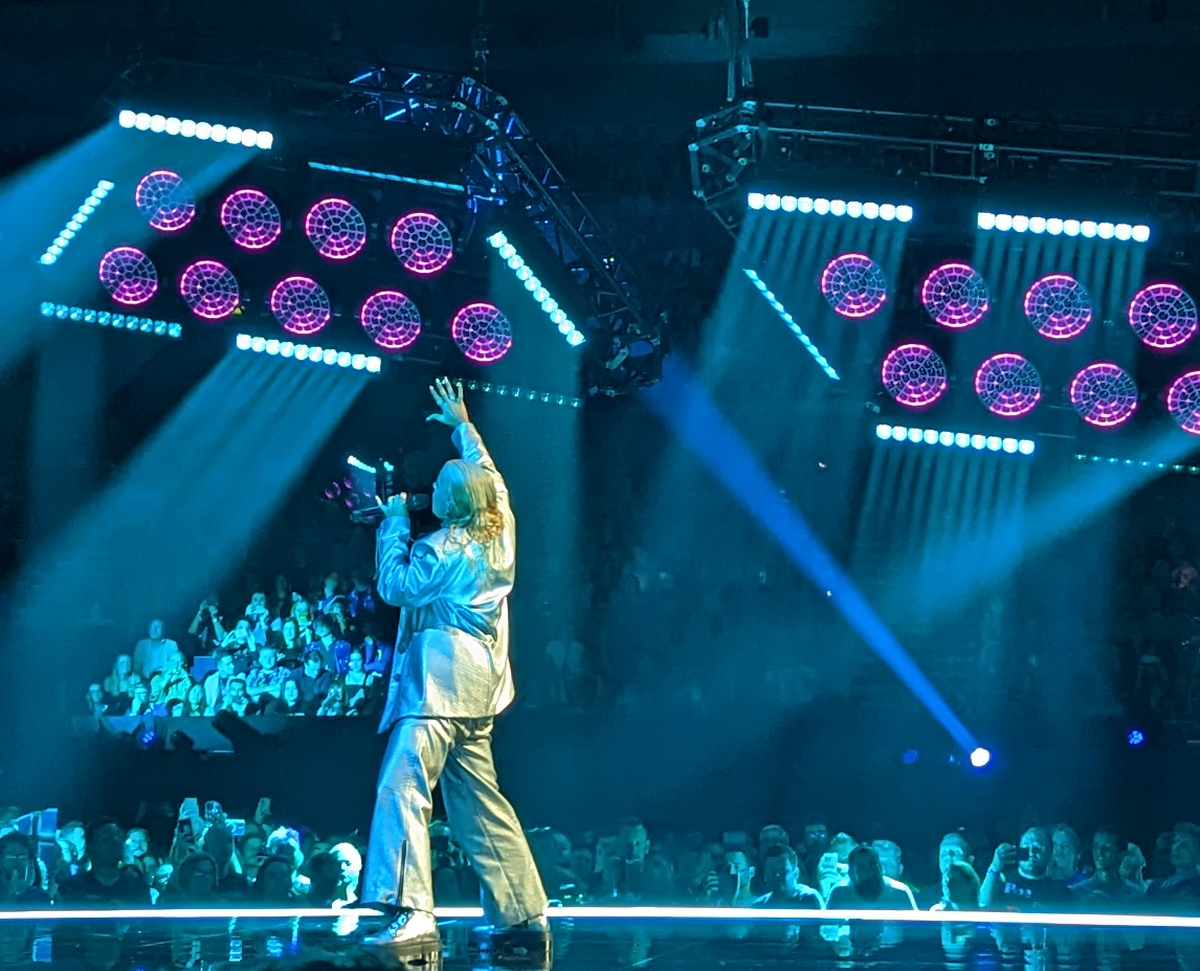
Dilja tijdens de repetities voor de tweede halve finale in Liverpool.

IJsland nam deel aan het Eurovisiesongfestival 2023 in Liverpool, Verenigd Koninkrijk. Het was de 35ste deelname van het land op het Eurovisiesongfestival. RUV was verantwoordelijk voor de IJslandse bijdrage voor de editie van 2023.

## Selectieprocedure
Traditiegetrouw koos IJsland via de nationale selectie Söngvakeppnin de inzending voor het Eurovisiesongfestival 2023. Zoals gebruikelijk werden er tien nummers geselecteerd. De open inschrijving om inzendingen bij de omroep aan te leveren liep tot en met 4 oktober 2022. De tien acts werden verdeeld over twee halve finales op 18 en 25 februari. Uit beide halve finales worden er twee nummers naar de finale gestuurd.
Zoals de afgelopen jaren gebruikelijk was moesten alle kandidaten een IJslandse versie inleveren en indien gewenst konden zij ook een Engelstalige versie van hun inzending maken. In de halve finales waren de artiesten verplicht om de IJslandse versies van hun lied te brengen. Bij een eventuele finaleplek mocht men dan kiezen om de Engelstalige versie te zingen. Per halve finale gaan de twee kandidaten met de meeste stemmen door naar de finale. De IJslandse omroep had nog de mogelijkheid om uit de overige zes een wildcard aan te wijzen voor de finale.
Na twee halve finales waren er nog vijf kandidaten in de race om IJsland te vertegenwoordigen in Liverpool. Per halve finale plaatsten zich twee kandidaten en de groep Celebs kreeg de wildcard. De finale werd uiteindelijk gewonnen door zangeres Diljá met haar nummer Power. Ze won de finale van Söngvakeppnin 2023 door in de superfinale Langi Seli og Skuggarnir te verslaan.
Na een aantal slechte jaren zonder finaleplaats zijn de IJslanders vanaf 2019 weer van de partij in de finale met tweemaal een top10-klassering in 2019 en 2021. In Turijn kwamen de zussen Systur met Með hækkandi sól echter niet verder dan de 23e plaats.

## Söngvakeppnin 2023

#### Eerste halve finale
18 februari 2023
| Volgorde | Artiest            | Lied                             |
| -------- | ------------------ | -------------------------------- |
| 1        | BRAGI              | Stundum snýst heimurinn gegn þér |
| 2        | MOA                | Glötuð ást m                     |
| 3        | Benedikt           | Þora                             |
| 4        | Celebs             | Dómsdagsdans                     |
| 5        | Diljá Pétursdóttir | Lifandi inni í mér               |

#### Tweede halve finale
25 februari 2023
| Volgorde | Artiest                  | Lied                |
| -------- | ------------------------ | ------------------- |
| 1        | Kristín Sesselja         | Óbyggðir            |
| 2        | Langi Seli og Skuggarnir | OK                  |
| 3        | Silja Rós & Kjalar       | Ég styð þína braut  |
| 4        | Úlfar                    | Betri maður         |
| 5        | Sigga Ózk                | Gleyma þér og dansa |

#### Finale
4 maart 2023
| Volgorde | Artiest                  | Lied                              |
| -------- | ------------------------ | --------------------------------- |
| 1        | Sigga Ózk                | Dancing Lonley                    |
| 2        | BRAGI                    | Sometimes the World´s Against You |
| 3        | Celebs                   | Doomsday Dancing                  |
| 4        | Diljá                    | Power                             |
| 5        | Langi Seli og Skuggarnir | OK                                |

Superfinale
| Plaats | Artiest                  | Lied  |
| ------ | ------------------------ | ----- |
| 1      | Diljá                    | Power |
| 2      | Langi Seli og Skuggarnir | OK    |

## In Liverpool
IJsland zal aantreden in de tweede halve finale op donderdag 11 mei